# Tepanjski Vrh
Tepanjski Vrh este o localitate din comuna Slovenske Konjice, Slovenia, cu o populație de 126 de locuitori.